# 生物系統
生物系統（biological system）是指許多相關的生物單元組成的複雜网络。生物系統的尺度有大有小，會依系統的特性，有不同的結構。像由許多生物形成的族群，就是巨觀生物系統的例子。若考慮動物器官及組織的尺度，此一尺度的生物系統有循環系統、呼吸系統及神經系統。在微米及奈米尺寸的生物系統有細胞、細胞器、大分子複合物及调节T细胞通道。

## 器官系統和組織系統

舉一個人體內的系統：像腦、小腦、脊髓和神經就是神經系統中的四個基本單元。

以下是人體解剖學中研究的系統，許多動物也有類似的系統。
- 呼吸系統：用來呼吸的器官，包括咽、喉、支氣管、肺和橫隔膜。
- 消化系統：消化及處理食物，包括唾腺、食道、胃、肝、膽囊、胰臟、腸、直腸和肛門。
- 心血管系統（心臟和循環系統）：透過心臟及血管，將血液輸送到肺部以及身體各部位。
- 泌尿系統：腎臟、輸尿管、膀胱及尿道，和人體內的體液平衡、電解質平衡以及排尿有關。
- 皮膚系統：皮膚、頭髮、脂肪及指甲。
- 骨骼系統：支持身體的結構，並且保護身體內部，包括骨、軟骨、韌帶及肌腱。
- 內分泌系統：利用內分泌腺產生的激素和身體互動，內分泌包括有下丘脑、腦下垂體、松果體、甲狀腺、副甲狀腺及胸腺等。
- 淋巴系統：在組織和循環系統之間傳送淋巴的組織，包括有淋巴結和淋巴管。淋巴系統的功能也包括免疫反應以及產生抗體。
  - 免疫系統：保護生物不被外來物質入侵.
- 神經系統：搜集資訊、傳送資訊並且處理資訊，包括有腦、脊髓、周围神经系统、和感官。
  - 感官系統：視覺系統、聽覺系統、嗅覺系統、味覺系統, 體感系統、前庭系统.
- 肌肉系統：可以配合環境，移動，維持姿勢，並且產熱，可以分為骨骼肌、平滑肌和心肌。
- 生殖系統：性器官，像是卵巢、輸卵管、子宮、陰道、乳腺、睪丸、輸精管、儲精囊、前列腺。

## 歷史
生物系統的表示方式和生物體的功能有關，系統是一組有明確功能的器官。在希臘羅馬古典时代（例如盖伦、亚里士多德）即有此概念，但「系統」一詞是近代才開始使用。例如神經系統的命名是Monro在1783年命名，但以弗所的鲁弗斯（c. 90-120）是第一個將大腦、脊髓及顱脊神經視為一個解剖學單元，不過鲁弗斯對其功能描述的不多，也沒有為此單元命名。
有關身體主要功能（因此也代表所對應的系統）的列舉，從古典时代之後就沒什麼變化，不過各學者會有不同的分類，像亚里士多德、比夏和喬治·居維葉的分類就有不同。
用功能分工來標示生物系統的作法源自於1820年代法國生理學家亨利·米爾·愛德華，此概念「將生物視為人工製造的機器，以此觀點比較並且進行分析。」。米爾·愛德華的靈感是來亞當·斯密，米爾·愛德華認為「不論是動物或是植物，所有生物的身體都類似一個工廠，而器官就像是工人，不停工作以產生生物生存所需要的各種機制。」對於一些分化程度更高的生物體，分工可能會在不同的器官或是系統中進行。

## 細胞器系統
細胞的組成會依真核生物或原核生物而有不同。
- 細胞核（只有真核生物才有)：儲存遺傳物質，細胞的控制中心。
- 胞质溶胶：是細胞質的組成，本身是類似果凍的液體，細胞器懸浮在其中。
- 細胞膜
- 内质网：核膜的外層，其中形成了可以運輸物質的通道，可分為粗糙內質網（Rough Endoplasmic Reticulum, RER）和光滑內質網（Smooth Endoplasmic Reticulum, SER）兩種。
- 核糖体：細胞內部活動需要的蛋白質會在此合成，無法在其他細胞器中複製。
- 線粒體：細胞中產生能量的細胞器，是細胞內進行呼吸，產生ATP（三磷酸腺苷）的部位。
- 溶酶体：會分解細胞中不想要或是不需要的物質。
- 过氧化物酶体：利用其中的消化酶來分解有毒物質，例如H2O2（過氧化氫）。
- 高尔基体（只有真核生物才有），摺疊的網狀結構，可以進行物質的處理、運輸以及分泌。
- 叶绿体：光合作用所在的位置，儲存葉綠素。

## 外部連結
- Systems Biology: An Overview （页面存档备份，存于） by Mario Jardon: A review from the Science Creative Quarterly, 2005.
- Synthesis and Analysis of a Biological System, by Hiroyuki Kurata, 1999.
- It from bit and fit from bit.  On the origin and impact of information in the average evolution.   Includes how life forms and biological systems originate and from there  evolve to become more and more complex, including evolution of genes and memes, into the complex memetics from organisations and multinational corporations and a "global brain", (Yves Decadt, 2000). Book published in Dutch with English paper summary in The Information Philosopher, http://www.informationphilosopher.com/solutions/scientists/decadt/ （页面存档备份，存于）
- Schmidt-Rhaesa, A. 2007. The Evolution of Organ Systems. Oxford University Press, Oxford, .